# Florence Griffith-Joyner
Delorez Florence Griffith-Joyner (født Dolorez Florence Griffith, 21. december 1959, død 21. september 1998), også kendt som Flo-Jo, var en amerikansk atletikudøver/sprinter, som især var kendt for sine præstationer ved OL 1988 i Seoul og sine opsigtsvækkende løbedragter. 

## Atletikkarriere
Florence Griffith begyndte at dyrke løb, mens hun gik i folkeskolen, og viste snart talent for denne sport. Da hun begyndte kom på universitetet, blev hun en del af universitetets atletikhold, men måtte stoppe på universitetet for at få et arbejde, så hun kunne tjene til familien. Men det lykkedes hendes universitetstræner at skaffe hende økonomisk støtte, så hun kunne vende tilbage og fortsætte træningen, nu på University of California, Los Angeles.
Hun forsøgte at kvalificere sig til OL 1980 i Moskva, men men klarede det akkurat ikke, da hun blev nummer fire i kvalifikationen på 200 m; USA boykottede i øvrigt disse lege. Hun fortsatte med at træne, og ved VM i atletik i 1983 blev hun nummer fire på 200 m.
Griffiths første OL blev 1984 på hjemmebane i Los Angeles, og her vandt hun alle sine heats, indtil hun var i finalen. Her førte hun løbet midtvejs, men på opløbsstrækningen blev hun overhalet af landsmanden Valerie Brisco-Hooks, der sikrede sig guldet, mens Griffith fik sølv og jamaicaneren Merlene Ottey-Page fik bronze.
Efter OL 1984 skar hun ned på sin løbeindsats og stillede blandt andet ikke op til de amerikanske mesterskaber i 1985.
I april 1987 intensiverede Griffith igen træningen, og nogle måneder senere vandt hun sølv ved VM i 200 m løb, og hun var med til at vinde VM-guld i 4 × 100 m stafet. Senere samme år blev hun gift med den olympiske mester i trespring fra 1984, Al Joyner.
I første halvdel af 1988 forbedrede hun flere gange sin personlige rekord på 100 m, og ved det amerikanske udtagelsesstævne satte hun ny verdensrekord med tiden 10,49 sekunder (og to tider mere var under Evelyn Ashfords tidligere verdensrekord), og selv om der efterfølgende blev rejst tvivl, om der var for meget medvind, er denne tid fortsat pr. 2024 gældende verdensrekord.

### OL 1988
Ved legene i Seoul var FloJo (som hun nu oftest blev kald) en af de store favoritter i 100 m løbet, og hun løb igen rigtig hurtigt med 10,62 sekunder i kvartfinalen (og her i hvert fald uden medvind). Hun vandt alle sine heats i disciplinen ved legene, heriblandt finalen, hvor hun var i mål tre meter inden Ashford, der blev nummer to, mens østtyske Heike Drescher fik bronze.
Nogle dage senere var hun sammen med to østtyske kvinder blandt favoritterne på 200 m. FloJo vandt planmæssigt alle sine heat og satte olympisk og USA-rekord i kvartfinalen, satte ny verdensrekord i semifinalen med 21,56 sekunder. I finalen var hun helt urørlig og forbedrede endnu en gang verdensrekorden, så den  nu lød på 21,34 sekunder. I mål var hun fire meter foran Grace Jackson fra Jamaica på andenpladsen, mens Heike Drescher fik endnu en bronzemedalje.
Dernæst var hun en del af det amerikanske hold i 4 × 100 m stafet sammen med Alice Brown, Sheila Echols, Dannette Young, og Evelyn Ashford. FloJo sad over i indledende heat, men erstattede Young i semifinalen og finalen. De største konkurrenter var kvinderne fra DDR, der havde siddet på denne disciplin i 1970'erne, men amerikanerne havde besejret dem ved VM i 1987. Amerikanerne var klart hurtigst, men østtyskerne var bedre i skiftene, og det viste sig også i finalen, hvor FloJo på tredje tur var klart foran konkurrenterne, men havde et dårligt skift til Ashford, der derpå måtte kæmpe hårdt, men indhentede Marlies Göhr fra DDR og sikrede amerikanerne guldet, mens DDR fik sølv og Sovjetunionen bronze.
Endelig stillede FloJo op i 4 × 100 m stafet sammen med Lillie Leatherwood, søstree Sherri og Denean Howard, Valerie Brisco samt Diane Dixon (de to sidstnævnte og FloJo løb kun finalen sammen med Denean Howard). Her var Sovjetunionen og DDR også amerikanernes største konkurrenter, og selv om amerikanerne førte ved første skift, blev de overhalet af de sovjetiske kvinder, og da Brisco afleverede depechen til FloJo på sidste tur, var amerikanerne en halv meter bagefter. Skønt FloJo kom frem og lå lige med Olga Bryegina, lykkedes det hende ikke at komme foran, så Sovjetunionen fik guld, USA (og Griffith-Joyner) sølv, mens DDR fik bronze. Selv om amerikanerne var under den tidligere verdensrekord, var det selvsagt Sovjetunionen, der fik den nye verdensrekord. FloJo var med tre guld- og en sølvmedaljer dermed en af legenes store oplevelser, og kun hollandske Fanny Blankers-Koen, der vandt fire guldmedaljer ved OL 1948 har gjort det bedre blandt kvindelige atletikudøvere ved OL.
Trods OL-successen valgte FloJo i februar 1989 at indstille sin løbekarriere. Hun blev efter OL tildelt Jesse Owens International Trophy Award samt Sullivan Award for bedste amatøratlet i USA. I 1995 blev hun indvalgt i amerikansk atletiks Hall of Fame.
Forud for OL 1996 i Atlanta forsøgte hun et comeback, men betændelse i en sene i knæet ødelagde denne drøm for hende.

### Mistanke om brug af doping
Efter Griffith-Joyners bemærkelsesværdige præstationer i 1988 og især på baggrund af hendes tidligere præstationer opstod der en række rygter om, at hun havde brugt doping for at komme så vidt. Men blandt andet under OL blev hun testet ekstra meget, og analyser af disse prøver har ikke givet anledning til at fastslå, at hun havde brugt doping.

## Senere karriere
Efter sejrene i Seoul fik Griffith-Joyner en række tilbud om at reklamere for forskellige produkter, og hun tjente ret meget på dette. Hun genoptog derpå arbejdet med at designe sportsbeklædning, som hun allerede i sin aktive karriere havde gjort og var berømt for.

## Privatliv og død
I 1987 blev Florence Griffith gift med den olympiske mester i trespring fra 1984, Al Joyner.
Florence Griffith og Al Joyner fik i 1990 en datter.
Den 21. september 1998 blev Florence Griffith fundet død i sin seng. Da hun blot var 38 år gammel, blev dødsfaldet undersøgt grundigt, og en obduktion konkluderede, at døden var forårsaget af kvælning efter et epileptisk anfald.

## Ekstern henvisning
- Florence Griffith-Joyners opslag i Munzinger Sportsarchiv (tysk)
- Florence Griffith-Joyners profil på Olympics.com (engelsk)
- Florence Griffith-Joyners profil på Olympic.org (arkiveret) (engelsk)
- Florence Griffith-Joyners profil på Sports-Reference OL-resultater (arkiveret) (engelsk)
- Florence Griffith-Joyners profil på Olympedia (engelsk)
- Florence Griffith-Joyners profil hos IAAF (engelsk)
- Florence Griffith-Joyners profil hos Track and Field Statistik (engelsk)
- Florence Griffith-Joyners profil hos NNDB (engelsk)
- Florence Griffith-Joyners profil hos Find a Grave (engelsk)
- Florence Griffith-Joyners profil hos Encyclopædia Britannica Online (engelsk)